# 杰西卡·麦尔白
杰西卡·麦尔白（英語：Jessica Mauboy，1989年8月4日—），出生於澳洲北领地达尔文，澳洲女歌手、曲作者。
杰西卡是2006年《澳洲偶像》亚军。她在该比赛第一轮选拔中，在艾丽丝泉演唱惠特妮·休斯顿的 "I Have Nothing" 一曲。
她的父亲是印尼裔，母亲则是澳洲土著、美洲土著与英裔混血。除了英语外，杰西卡还会讲印尼语，也曾经在《印尼偶像》上演出。
在《澳洲偶像》结束两周后，於2006年12月10日，杰西卡与 Sony BMG 签约，开始录制她的第一张专辑。2007年，专辑 The Journey 发行，这张专辑包括杰西卡在《澳洲偶像》参赛期间演唱的多首歌曲。2008年，专辑 Been Waiting 发行，该专辑带来多首成绩不错的单曲，例如 "Running Back"、"Burn"、"Been Waiting" 和 "Because"。
杰西卡在2010年电影《Bran Nue Dae》中主演 Rosie 一角色。